# Publius Aelius Magnus
Publius Aelius Magnus (vollständige Namensform Publius Aelius Publi filius Sergia Magnus) war ein im 2. Jahrhundert n. Chr. lebender Angehöriger des römischen Ritterstandes (Eques).
Durch eine Weihinschrift, die beim Kastell Maglona gefunden wurde und die auf 191 datiert ist, ist belegt, dass Magnus Präfekt der Ala Augusta ob virtutem appellata war, die in der Provinz Britannia stationiert war. Magnus stammte aus Mursa in der Provinz Pannonia inferior und war in der Tribus Sergia eingeschrieben.